# Býkov-Láryšov
Býkov-Láryšov là một làng thuộc huyện Bruntál, vùng Moravskoslezský, Cộng hòa Séc.